# ビッグ・ヒッツ (ハイ・タイド・アンド・グリーン・グラス)
『ビッグ・ヒッツ (ハイ・タイド・アンド・グリーン・グラス)』(Big Hits (High Tide and Green Grass))は、ローリング・ストーンズの1966年のアルバム。ストーンズ初のコンピレーション・アルバム。アメリカでは3月、イギリスでは11月に発売された。

## 解説
アメリカではチャート最高位3位に達し、二年にわたってチャートに残り続けた。イギリス盤にはデビュー・シングルの「カム・オン」が収録されたが、それよりもヒットしたシングル「彼氏になりたい」は収録されなかった。イギリスではチャート4位に到達した。
イギリス盤は日本で1989年4月にロンドン・レコードよりCD化された(P25L 25039)が、リマスターされず長年廃盤状態であった。2002年8月にアメリカ盤がアブコ・レコードよりリマスターされた上で、SACDとのハイブリッドCDとしてデジパック仕様で再発された。2006年3月16日にデッカ／ロンドン期のアルバムが初めて紙ジャケット化の上再発されたが、本作はアメリカ盤仕様が発売され、イギリス盤は発売されなかった。2019年にレコード・ストア・デイ2019限定盤としてレコードで発売、日本では紙ジャケット仕様のSHM-CDでも発売された。
ジャケット写真は制作がキャンセルされた『Could You Walk On The Water?』用に撮影された物が流用された。イギリス盤のジャケットはジェリー・シャッツバーグが魚眼レンズで撮ったものが採用され、アメリカ盤の表写真が裏面に使用された。

## 収録曲
特筆無い限りジャガー/リチャード作詞・作曲。

### アメリカ盤
- A面

1. サティスファクション - (I Can't Get No) Satisfaction 3:43
2. ラスト・タイム - The Last Time 3:40
3. アズ・ティアーズ・ゴー・バイ (涙あふれて) - As Tears Go By (Mick Jagger/Keith Richard/Andrew Loog Oldham) 2:45
4. タイム・イズ・オン・マイ・サイド - Time Is On My Side (Norman Meade) 2:58
5. イッツ・オール・オーヴァー・ナウ - It's All Over Now (Bobby Womack/Shirley Jean Womack) 3:26
6. テル・ミー - Tell Me (You're Coming Back) 3:46

- B面

1. 19回目の神経衰弱 - 19th Nervous Breakdown 3:56
2. ハート・オヴ・ストーン - Heart Of Stone 2:50
3. 一人ぼっちの世界 - Get Off Of My Cloud 2:55
4. ノット・フェイド・アウェイ - Not Fade Away (Buddy Holly/ Norman Petty) 1:48
5. グッド・タイムズ・バッド・タイムズ - Good Times, Bad Times 2:31
6. プレイ・ウィズ・ファイア - Play With Fire 2:13

### イギリス盤
- A面

1. マザー・イン・シャドウ - Have You Seen Your Mother, Baby, Standing In The Shadow? 2:34
2. 黒くぬれ! - Paint It, Black 3:45
3. イッツ・オール・オーヴァー・ナウ - It's All Over Now (Bobby Womack/Shirley Jean Womack) 3:27
4. ラスト・タイム - The Last Time 3:40
5. ハート・オヴ・ストーン - Heart Of Stone 2:46
6. ノット・フェイド・アウェイ - Not Fade Away (Buddy Holly/ Norman Petty) 1:48
7. カム・オン - Come On (Chuck Berry) 1:49

- B面

1. サティスファクション - (I Can't Get No) Satisfaction 3:43
2. 一人ぼっちの世界 - Get Off Of My Cloud 2:55
3. アズ・ティアーズ・ゴー・バイ - As Tears Go By (Mick Jagger/Keith Richard/Andrew Loog Oldham) 2:45
4. 19回目の神経衰弱 - 19th Nervous Breakdown 3:57
5. レディ・ジェーン - Lady Jane 3:08
6. タイム・イズ・オン・マイ・サイド - Time Is On My Side (Norman Meade) 2:53
7. リトル・レッド・ルースター - Little Red Rooster (Willie Dixon) 3:05